# Баранов (фамилия)
Бара́нов — русская фамилия, которая ведёт своё происхождение от нехристианского личного имени Баран. Это имя, наряду с зооморфными именами Волк, Заяц и другими, было популярно у русских в XVI—XVII веках, а в Польше оно встречается в документах с 1249 года.
Нецерковное имя Баран было распространено практически повсеместно и служило основой для возникновения огромного разнообразия производных форм: Бараня, Баранец, Барашень, Барашка, Барашко, Барашек, Баранко, Баранок, Бараш, Баранчик. Эти вариации стали базой для появления ряда современных фамилий.
Из исторических свидетельств известно о кременецком мещанине Матысе Баране (1563 год), донском казаке Баране, Есепейкове сыне (1865 год) и многих других.